# Mario Lovelli
Mario Lovelli (Tortona, 6 agosto 1949) è un ex politico italiano.

## Biografia
Nato a Tortona in provincia di Alessandria, si trasferisce a 10 anni a Novi Ligure e nel 1973 si laurea in Scienze Politiche all'Università di Genova, si iscrive al Partito Comunista Italiano e dal 1983 è iscritto all'albo dei giornalisti e collabora con giornali locali (soprattutto Il Novese e Il Nostro Giornale), poi entra in consiglio comunale a Novi Ligure, diventa capo gruppo consiliare, assessore e poi vicesindaco, nel 1995 è eletto sindaco di Novi Ligure ed è rieletto nel 1999 fino al 2004.
Inoltre entra nella rappresentanza sindaci dell'ASL 22 (Novi Ligure-Acqui Terme-Ovada) ed ha partecipato alla costituzione dell'Ambito Territoriale Ottimale n.6 dell'Alessandrino per la gestione del ciclo idrico integrato ed è anche stato membro della Conferenza Permanente Regione Autonomie Locali e del Direttivo regionale dell'ANCI.
Inoltre segue la trasformazione del Partito Comunista Italiano in Democratici di Sinistra. Il 22 aprile 2008 entra nella Camera dei deputati nelle file del Partito Democratico ed entra nelle commissioni parlamentari per la Semplificazione della Legislazione e nella IX Commissione (Trasporti, Poste e Telecomunicazioni).